# Por favor (canción de Pitbull y Fifth Harmony)
«Por favor» es el tercer sencillo del tercer álbum de estudio titulado Fifth Harmony de la agrupación musical femenina Fifth Harmony junto al cantante Pitbull. El 26 de octubre de 2017 fue lanzada la versión en español y el 16 de noviembre la versión espanglish.

## Lanzamiento
El 26 de octubre de 2017, luego de la presentación en los Latin AMAs se lanzó a la venta la versión en español del sencillo. El 16 de noviembre de 2017 se incluyó y se relanzó el álbum Fifth Harmony en la plataforma Spotify, el cual incluía la versión espanglish del sencillo. Convirtiéndose posteriormente en el tercer sencillo del mismo.

## Presentaciones en vivo
El 26 de octubre de 2017 la versión en español del sencillo fue interpretado por primera vez en los Premios Latin American Music durante la presentación del cantante Pitbull honrado esa noche con el premio Dick Clark. El 20 de noviembre, se interpretó por primera vez la versión espanglish en la temporada número veinticinco del reality show Dancing with the Stars.
El 22 de febrero de 2018, Pitbull interpretó la versión en inglés del sencillo en los Premio Lo Nuestro. El 1 de marzo, interpretaron nuevamente juntos la versión en inglés en el programa de televisión "Showtime at the Apollo".

## Video musical

### Desarrollo y lanzamiento
El 26 de octubre de 2017 se compartió en Vevo el audio del sencillo en español. Días después se compartió el video de la letra. 
El 15 de noviembre, Pitbull compartió a través de su cuenta de Twitter una fotografía de la filmación del video musical. El 22 de noviembre de 2017 se compartió el primer adelanto del video a través de TRL presentado por el grupo junto al cantante. El 27 de noviembre de 2017  se estrenó en el canal Vevo del cantante Pitbull el video musical de la versión en español o parte 1.

## Listas

### Semanales
| País           | Chart           | Lista                           | Mejor posición |
| 2017           | 2017            | 2017                            | 2017           |
| -------------- | --------------- | ------------------------------- | -------------- |
| Estados Unidos | Billboard       | Hot Latin Songs                 | 15             |
| Estados Unidos | Billboard       | Digital Song Sales              | 49             |
| Estados Unidos | Billboard       | Latin Digital Song Sales        | 3              |
| Estados Unidos | Billboard       | Latin Pop Digital Song Sales    | 2              |
| Estados Unidos | Billboard       | Pop Digital Song Sales          | 23             |
| Estados Unidos | Billboard       | Latin Rhythm Digital Song Sales | 2              |
| España         | PROMUSICAE      | Top 100                         | 19             |
| México         | Billboard       | México Español Airplay          | 33             |
| Venezuela      | National Report | Top 100                         | 39             |

## Historial de lanzamiento
| País                       | Fecha                   | Formato          | Discográfica | Ref.  |
| -------------------------- | ----------------------- | ---------------- | ------------ | ----- |
| Mundo - Versión en español | 26 de octubre de 2017   | Descarga digital | Epic Records | [ 5 ] |
| Mundo - Versión en español | 26 de octubre de 2017   | Radio            | Epic Records | [ 9 ] |
| Mundo - Versión espanglish | 16 de noviembre de 2017 | Spotify          | Epic Records | [ 6 ] |